# Caso Distrito de Columbia v. Heller

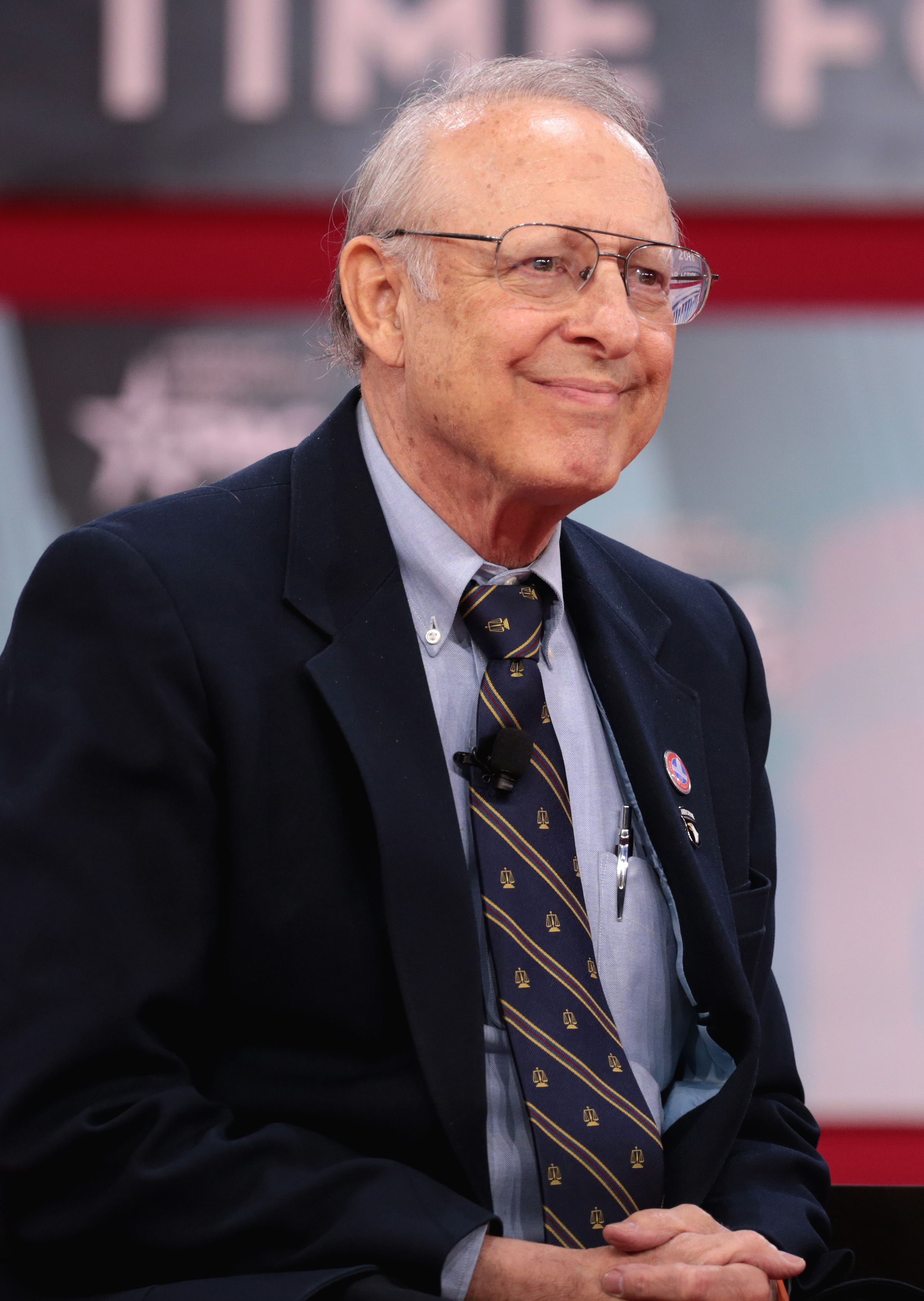
Dick Heller em 2018.

Distrito de Columbia v. Heller, 554 US 570 (2008), foi um caso histórico de decisão da Suprema Corte dos EUA de que a Segunda Emenda da Constituição dos Estados Unidos protege o direito de um indivíduo de manter e portar armas, sem relação com o serviço em uma milícia (no conceito americano da palavra), para fins tradicionalmente legais, como autodefesa dentro de casa, e que a proibição de armas curtas do Distrito de Columbia e a exigência de que rifles e escopetas de propriedade legal fossem mantidos "descarregados e desmontados ou com trava de gatilho" violou esta garantia. Também afirmou que o direito de portar armas não é ilimitado e que as armas e a posse de armas continuariam a ser regulamentadas. Foi o primeiro caso da Suprema Corte a decidir se a Segunda Emenda protege um direito individual de manter e portar armas para legítima defesa ou se o direito se destinava a milícias estaduais.

## Visão geral
Devido ao status do Distrito de Columbia como um enclave federal (não está em nenhum estado), a decisão não abordou a questão de as proteções da Segunda Emenda serem incorporadas pela Cláusula de Processo Devido ("Due Process Clause") da Décima Quarta Emenda contra os Estados. Esse ponto foi abordado dois anos depois no caso McDonald v. Cidade de Chicago (2010), no qual se constatou que sim.
Em 26 de junho de 2008, a Suprema Corte decidiu por uma votação de 5 a 4 à Corte de Apelações para o Circuito D.C. em Heller v. Distrito de Columbia. A Suprema Corte anulou disposições do "Firearms Control Regulations Act of 1975" como inconstitucionais, determinou que armas curtas são "armas" para os fins da Segunda Emenda, considerou que o "Regulations Act" era uma proibição inconstitucional e anulou a parte dos Regulamentos de Lei que exigiam que todas as armas de fogo, incluindo rifles e escopetas, fossem mantidas "descarregadas e desmontadas ou com uma trava de gatilho". Antes dessa decisão, o "Firearms Control Regulations Act of 1975" também restringia os residentes de possuir armas de fogo, exceto aquelas registradas antes de 1975.